# دار العباس بن عبد المطلب
دار العباس بن عبد المطلب أحد الدور التاريخية المجاورة للمسجد النبوي الشريف.
تعود ملكية الدار إلى العباس بن عبد المطلب عم النبي محمد، التي خطها له وشار ك في بنائها بيده، وقد ورفعا العباس ليضع مرزابها في مكانه، وكان يصب هذا المرزاب ماء المطر داخل المسجد النبوي الشريف في مكان منه غير مسقوف، وقد أدخل عمر بن الخطاب هذه الدار في توسعته بعد أن تصدق بها العباس على المسلمين. موقع الدار الآن قبلة المسجد النبوي مما يلي مكان المحراب الذي أحدثه العثمانيون أي عند الاسطوانة الخامسة بعد المحراب النبوي الشريف غربًا.